# دیمین لائو
دیمین لائو (انگلیسی: Damian Lau؛ زادهٔ ۱۴ اکتبر ۱۹۴۹) بازیگر، مدیر اجرایی تولید و کارگردان فیلم اهل هنگ کنگ است.
از فیلم‌ها یا برنامه‌های تلویزیونی که وی در آن نقش داشته‌است، می‌توان به دادگاه توکیو اشاره کرد.